# Tethina inopinata
Tethina inopinata är en tvåvingeart som beskrevs av Lorenzo Munari och Canzoneri 1992. Tethina inopinata ingår i släktet Tethina och familjen Canacidae.
Artens utbredningsområde är Grekland. Inga underarter finns listade i Catalogue of Life.